# رنا الحريري
رنا الحريري (1978 -)، كاتبة سيناريو سورية.

## حياتها ونشأتها ومسيرتها
ولدت عام 1978 في أوكرانيا. كانت بدايتها من خلال المشاركة بكتابة عدد من حلقات مسلسل بقعة ضوء في جزئيه الخامس والسادس عامي 2000 و2001، كما شاركت في تأليف برنامج (سي بي إم) عام 2003. من أبرز أعمالها مسلسل (صبايا) عام 2009، وهي متزوجة من الفنان باسم ياخور ولهما طفل اسمه روي.

## مؤلفاتها[5]
- CBM: مشاركة في التأليف.
- صبايا: الجزء الأول والثاني.
- بقعة ضوء: مشاركة في التأليف.
- ببساطة: مشاركة في التأليف.
- ما اختلفنا: مشاركة في التأليف.

## روابط خارجية
- رنا الحريري على موقع قاعدة بيانات الأفلام العربية